# Hirschfeld (Steinbach am Wald)
Hirschfeld ist ein Gemeindeteil von Steinbach am Wald im oberfränkischen Landkreis Kronach in Bayern.

## Geographie
Das Kirchdorf liegt im Frankenwald auf einem Höhenrücken zwischen der Ölschnitz und dem Steinbach. Benachbarte Erhebungen sind Winterberg (646 m ü. NHN, 1,2 km nördlich), Östliches Hofmaas (646 m ü. NHN, 0,3 km östlich) und Himmelreich (646 m ü. NHN, 0,8 km südlich). Das Angerdorf mit Waldhufenflur hat drei Dorfteiche. Inzwischen sind mit dem Altort um die Kirche und jüngeren Siedlungserweiterungen im Norden zwei Quartiere entstanden.
Die Kreisstraße KC 18 führt zur Bundesstraße 85 (1,3 km östlich) bzw. nach Windheim (1,6 km nördlich). Eine Anliegerstraße führt nach Aumühle (0,7 km nordwestlich).

## Geschichte
Nach mündlichen Überlieferungen soll der Ort etwa vier Kilometer entfernt, im Tal zwischen Buchbach und Rothenkirchen als „Eibenstock“ um 1100 gegründet worden sein. Im Jahr 1187 schenkte der Bamberger Bischof Ottos II. den Wald „Winthagen“ im Umkreis von Windheim dem Kloster Langheim. Im Jahr 1222 wurde Hirschfeld als „Heeresfelden“ erstmals urkundlich erwähnt, als Heinrich von Lauenstein seine Güter zu Hirschfeld dem Kloster Langheim abtreten musste. Nachdem das Kloster in wirtschaftliche Schwierigkeiten geraten war, verkaufte es 1388 seine Besitzungen im Frankenwald an das Hochstift Bamberg.
Auf dem Weg zur Schlacht bei Jena und Auerstedt, von Rothenkirchen kommend, zog Napoleon Bonaparte im Oktober 1806 durch Hirschfeld.
Hirschfeld bildete mit den Einöden Aumühle und Berghof eine Realgemeinde. Gegen Ende des 18. Jahrhunderts gab es in Hirschfeld 37 Anwesen. Das Hochgericht und die Dorf- und Gemeindeherrschaft übte das bambergische Centamt Teuschnitz aus. Das Kastenamt Teuschnitz war Grundherr über alle Anwesen (5 Güter, 12 halbe Güter, 1 Dreiviertelgut, 1 Zweidrittelgut, 2 Drittelgüter, 7 Sechstelgüter, 7 Rutengüter, 1 Tropfhaus, 1 Einödgehöft). Neben den Anwesen gab es noch 1 Kirche und 1 Gemeindebräuhaus, außerdem noch 1 Halbgut und 2 Rutengüter, die unbewohnt waren.
Infolge der Säkularisation kam der Ort 1803 zu Bayern. Mit dem Gemeindeedikt wurde 1808 der Steuerdistrikt Hirschfeld gebildet, zu dem Aumühle, Berghof und Förtschendorf gehörten. Mit dem Zweiten Gemeindeedikt (1818) entstand die Ruralgemeinde Hirschfeld, zu der Aumühle und Berghof gehörten. Sie war in Verwaltung und Gerichtsbarkeit dem Landgericht Teuschnitz zugeordnet und in der Finanzverwaltung dem Rentamt Rothenkirchen (1919 in Finanzamt Rothenkirchen umbenannt). 1837 wurde Hirschfeld dem Landgericht Ludwigsstadt zugewiesen. Von 1862 bis 1880 und von 1888 bis 1931 gehörte Hirschfeld zum Bezirksamt Teuschnitz, von 1880 bis 1888 und ab 1931 zum Bezirksamt Kronach, 1939 in Landkreis Kronach umbenannt. Die Gerichtsbarkeit blieb beim Landgericht Ludwigsstadt (1879 in das Amtsgericht Ludwigsstadt umgewandelt, das 1956 zu einer Zweigstelle des Amtsgerichts Kronach wurde). Die Finanzverwaltung wurde 1929 vom Finanzamt Kronach übernommen. Die Gemeinde hatte eine Fläche von 6,356 km².
Am 1. Mai 1978 wurde Hirschfeld nach Steinbach am Wald eingemeindet.

### Baudenkmäler
- Am Anger 15: Gasthaus
- Marienstr. 10: Katholische Filialkirche Mariä Heimsuchung
- Ölschnitzbrücke
- Floßbach
- Grenzgraben, Grenzstein
- Bildstöcke

### Einwohnerentwicklung
Gemeinde Hirschfeld
| Jahr | Einwohner | Häuser | Quelle |
| ---- | --------- | ------ | ------ |
| 1840 | 286       |        | [ 10 ] |
| 1852 | 271       |        | [ 10 ] |
| 1855 | 282       |        | [ 10 ] |
| 1861 | 270       |        | [ 11 ] |
| 1867 | 292       |        | [ 12 ] |
| 1871 | 305       | 44     | [ 13 ] |
| 1875 | 279       |        | [ 14 ] |
| 1880 | 317       |        | [ 15 ] |
| 1885 | 299       | 47     | [ 16 ] |
| 1890 | 281       | 54     | [ 17 ] |
| 1895 | 294       |        | [ 10 ] |
| 1900 | 275       | 57     | [ 18 ] |

| Jahr | Einwohner | Häuser | Quelle |
| ---- | --------- | ------ | ------ |
| 1905 | 263       |        | [ 10 ] |
| 1910 | 290       |        | [ 19 ] |
| 1919 | 313       |        | [ 10 ] |
| 1925 | 364       | 53     | [ 20 ] |
| 1933 | 401       |        | [ 21 ] |
| 1939 | 432       |        | [ 21 ] |
| 1946 | 480       |        | [ 21 ] |
| 1950 | 481       | 65     | [ 22 ] |
| 1952 | 453       |        | [ 21 ] |
| 1961 | 506       | 87     | [ 1 ]  |
| 1970 | 528       |        | [ 23 ] |

Ort Hirschfeld
| Jahr      | 001818 | 001861 | 001871 | 001885 | 001900 | 001925 | 001950 | 001961 | 001970 | 001987 | 002017 |
| Einwohner | 225    | 254    | 294    | 286    | 264    | 354    | 472    | 500    | 521    | 518    | 447    |
| Häuser    | 33     |        |        | 45     | 54     | 51     | 63     | 85     |        | 124    |        |
| Quelle    | [ 8 ]  | [ 11 ] | [ 13 ] | [ 16 ] | [ 18 ] | [ 20 ] | [ 22 ] | [ 1 ]  | [ 23 ] | [ 24 ] | [ 2 ]  |

### Wappen
Blasonierung: In Silber auf grünem Boden ein schreitender roter Hirsch, beseitet links von einem grünen Nadelbaum; im rechten Obereck eine goldene Lilie. Die Lilie über dem Kopf des Hirsches ist ein Mariensymbol und weist auf die Orts- und Kirchenpatronin von 
Hirschfeld hin.

## Religion
Hirschfeld gehört seit 1478 zur Pfarrei Windheim. Die katholische Filialkirche Mariä Heimsuchung stammt im Kern aus dem 14. Jahrhundert. Im Jahr 1652 entstand eine Wehrkirche auf dem Platz eines mittelalterlicheren Turmhügels, ehemals ein Ansitz des Ortsadels. Die Chorturmkirche hat einen Turm mit einer Zwiebelhaube. Er stammt aus dem Jahr 1767. Das Langhaus wurde in den Jahren 1886/1887 errichtet.:S. 24 1967 erfolgte ein Um- und Erweiterungsbau. Eine private Marienkapelle steht an der alten Heeresstraße Richtung Rothenkirchen unter Linden am Wegesrand. Der Ort war bis zur ersten Hälfte des 20. Jahrhunderts rein katholisch.

## Vereine
Der größte Verein ist der 1. FC Hirschfeld mit 260 Mitgliedern. Die 1877 gegründete Freiwillige Feuerwehr hat 205 Mitglieder.(Stand: 2017):S. 18

## Bioenergiedorf

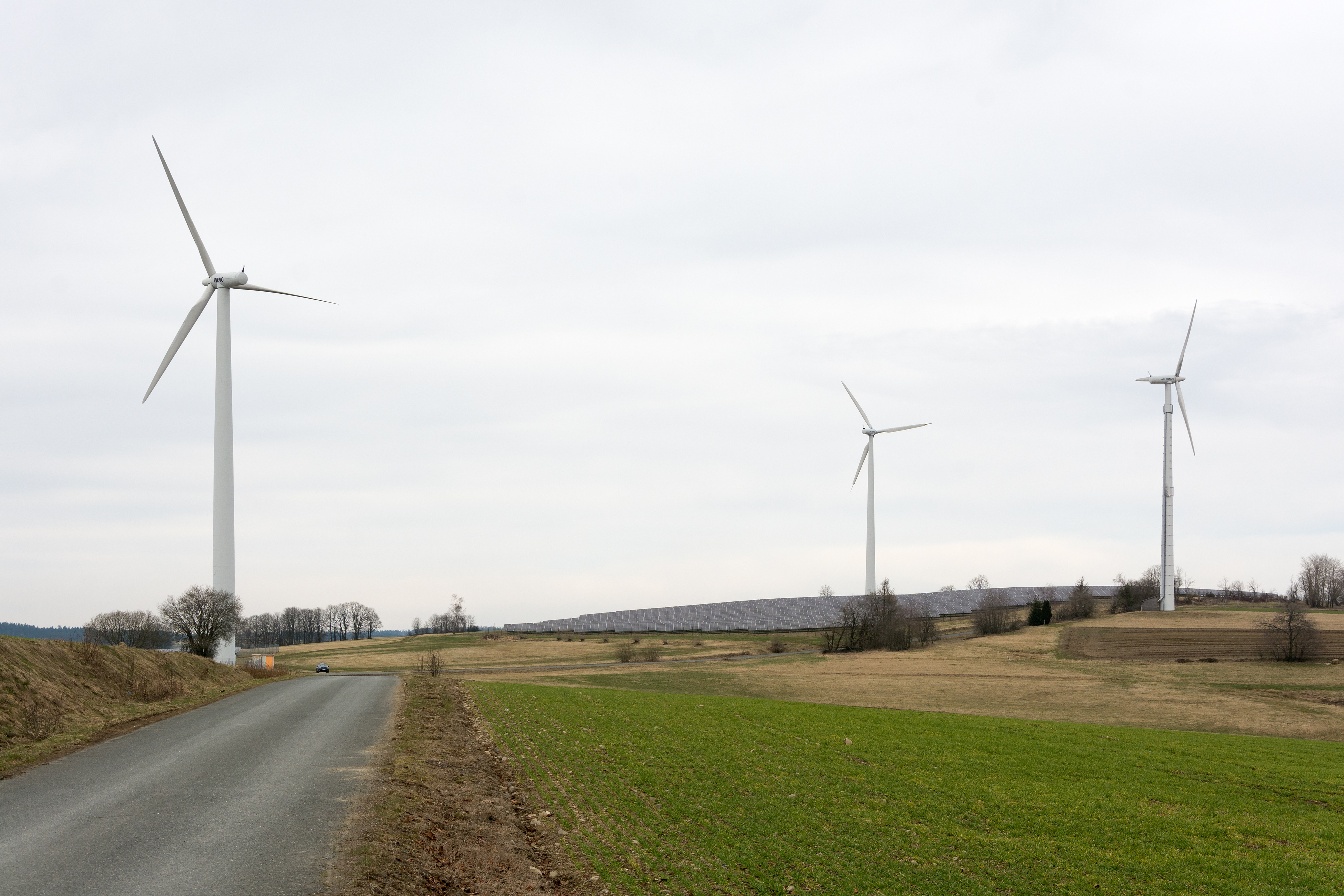
Wind- und Solarpark Himmelreich

Hirschfeld entwickelt sich zu einem Bioenergiedorf. Als zentrale Energieversorgung besteht seit 2010 ein Holzhackschnitzel-Heizwerk, das mit zwei Kesseln 880 kW Wärmeleistung erzeugt. Das  Warmwasser wird über ein rund 3000 Meter langes Nahwärmenetz verteilt. 45 Anschlussnehmer und ein Wohnheim gab es im Jahr 2017. Zusätzlich gibt es im Ort dezentrale Photovoltaikanlagen auf einzelnen Gebäudedächern und bei Himmelreich befindet sich ein Solarpark mit 118 kW sowie ein Windpark mit drei Anlagen und 1800 kW elektrischer Leistung.

## Persönlichkeiten
- Adalbert Deckert (1913–2008), Ordensgeistlicher